# والت ويتمان روستو
والت ويتمان روستو (بالإنجليزية: Walt Whitman Rostow) (و. 1916 – 2003 م) هو عالم اقتصاد، وبروفيسور (أستاذ جامعي) من الولايات المتحدة الأمريكية ولد في مدينة نيويورك.
وهو عضو في الحزب الديمقراطي الأمريكي .

## مناصب وهيئات
أدار معهد ماساتشوستس للتقنية، وجامعة كولومبيا.

## جوائز
حصل على جوائز منها ضابط رتبة الإمبراطورية البريطانية، ووسام "العمل الشجاع في الحرب الوطنية العظمى 1941-1945، ووسام الحرية الرئاسي، ووسام الاستحقاق.

## روابط خارجية
- والت ويتمان روستو على موقع مونزينجر (الألمانية)
- والت ويتمان روستو على موقع إن إن دي بي (الإنجليزية)